# Roman Dąbrowski (socjalista)
Roman Dąbrowski, ps. Czarny, Faja, Stary (ur. 8 sierpnia 1902 w Łomży, zm. 29 sierpnia 1959 w Warszawie) – działacz PPS, dowódca IV batalionu OW PPS im. Jarosława Dąbrowskiego na Żoliborzu. W trakcie powstania warszawskiego w dowództwie Zgrupowania „Żyrafa” AK.

## Życiorys
W 1915 ukończył szkołę miejską, a następnie uczył się zawodu tokarza. W okresie 1917–1919 był członkiem organizacji młodzieży robotniczej „Siła”. W 1920 zmobilizowany do wojska, gdzie służył do 1921. Od 1922 pracował jako tokarz w Warszawie. Był członkiem organizacji młodzieży socjalistycznej „Praca” przy dzielnicy powązkowskiej PPS. Był również członkiem sekcji młodzieżowej Związku Zawodowego Metalowców oraz uczestniczył w pracach sekcji samokształceniowej Klubu Proletariackiego przy ul. Wolskiej 44.
Od 1923 do 1925 odbył służbę wojskową w 21 pułku artylerii lekkiej w Grodnie. W trakcie służby wojskowej był dwukrotnie degradowany za agitację socjalistyczną. Po odejściu z wojska powrócił do Warszawy, gdzie pracował w warsztatach ślusarskich. W 1926 wraz z Henrykiem Jędrzejewskim na Powązkach zorganizował pierwszą „Robotniczą Gromadę Harcerską” będącą początkiem Czerwonego Harcerstwa TUR.
Pod koniec 1928 wstąpił do Polskiej Partii Socjalistycznej. Organizował i kierował milicją porządkową PPS w dzielnicy Powązki. Od 1928 do 1930 pracował jako kierowca a następnie palacz na statkach. W 1930 rozpoczął pracę jako instalator w Społecznym Przedsiębiorstwie Budowlanym na budowie Warszawskiej Spółdzielni Mieszkaniowej. W tym czasie działał w strukturach TUR na Żoliborzu. Od 1932 do 1939 był członkiem władz PPS w Dzielnicy Marymont-Żoliborz i komendantem „Akcji Socjalistycznej”, partyjnej milicji PPS.
We wrześniu 1939 brał udział w wojnie obronnej Polski. Był wzięty do niewoli pod Tomaszowem Mazowieckim, z której zbiegł w październiku.
22 października 1939 otrzymał rozkaz organizowania oddziałów wojskowych PPS-WRN na Żoliborzu. Od 1939 do 1944 był dowódcą organizatorem IV batalionu OW PPS im. Jarosława Dąbrowskiego, wchodzącego od 1942 w skład Żoliborskiego Obwodu Armii Krajowej. Uczestnik powstania warszawskiego. W trakcie powstania początkowo dowodził batalionem OW PPS, zaś od 5 sierpnia był zastępcą dowódcy Zgrupowania „Żyrafa” w stopniu podporucznika czasu wojny.
Po kapitulacji przebywał w obozie jenieckim Altengrabow Stalag XI A i w oflagu XC w Lubece, W połowie września 1945 powrócił do Warszawy. Pracował w SPB i Dyrekcji Budowy Osiedli Robotniczych, a następnie w WSM. Był członkiem „odrodzonej” PPS, a następnie PZPR. W okresie 1950–1957 kończył wieczorowe studia dla pracujących.
Odznaczony m.in. Krzyżem Srebrnym Orderu Virtuti Militari, Krzyżem Kawalerskim Orderu Odrodzenia Polski.
Został pochowany na Cmentarzu Komunalnym na Powązkach (kwatera A28-13-24).